# Antoni Giering
Antoni Giering (ur. 1 listopada 1685, zm. 30 listopada 1759), piwowar toruński, rajca i burmistrz Torunia.

## Życiorys
Pochodził ze znanej rodziny toruńskich piwowarów; był synem Jakuba i Elżbiety z Kronenbergów. Ojciec przez 50 lat należał do cechu piwowarów, był wieloletnim członkiem Ławy Nowomiejskiej i Rady Miejskiej. Antoni Giering uzyskał wykształcenie prawne i w 1708 wstąpił do cechu piwowarskiego w Toruniu; został starszym cechu w 1711, następnie członkiem Ławy Nowomiejskiej (1719) i członkiem Rady Miejskiej (1723). Pełnił szereg funkcji we władzach miejskich, m.in. burmistrza, prezydenta (6-krotnie) i burgrabiego (2-krotnie). Położył zasługi przy budowie staromiejskiego zboru.
Z małżeństwa z Anną Reuter (1722) miał syna Jakuba Antoniego, który również zasiadał we władzach toruńskiego cechu piwowarów i władzach miasta.